# Theganopteryx nitida
Theganopteryx nitida är en kackerlacksart som beskrevs av John Borg 1902. Theganopteryx nitida ingår i släktet Theganopteryx och familjen småkackerlackor. Inga underarter finns listade i Catalogue of Life.